# Церковь Святого Петра (Петергоф)
Церковь Святого Петра — бывший лютеранский храм в Петергофе (Санкт-Петербургский проспект, 71).
Здание было построено в стиле неоготики по проекту архитекторов Андрея Штакеншнайдера и Э. Л. Гана в 1864 году.
Внутри церкви находилась мраморная доска, напоминающая о посещении её в 1887 году германским императором Вильгельмом II.
Не сохранилась. На её месте автобусная остановка «Фабричная улица» (в сторону Ломоносова).